# Huevo centenario

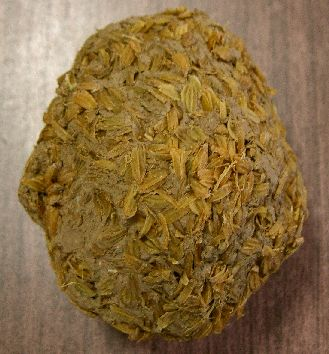
Envoltorio del huevo centenario.

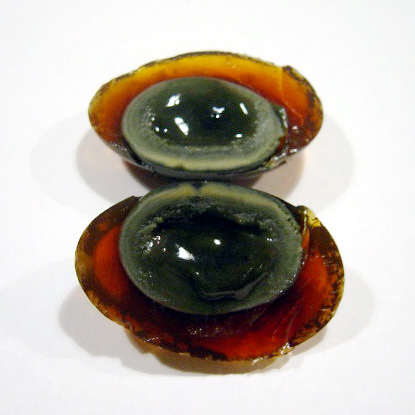
Huevo abierto.

Se denomina huevo centenario (en chino simplificado y tradicional, 松花蛋; pinyin, sōnghuādàn; en chino simplificado y tradicional, 皮蛋; pinyin, pídàn en el sur del país) a un plato considerado una delicia china y que se elabora mediante la preservación de un huevo de pato, gallina o codorniz en cal viva, arcilla, cenizas, y diversos minerales (generalmente requiere de un entorno alcalino) durante varias semanas o meses (dependiendo del tipo de procesado). A medida que pasa el tiempo la yema se va tornando de color marrón con tonos verdosos y el aroma que desprende recuerda al de un queso fuerte. La textura del huevo es gelatinosa y se sirve generalmente como un aperitivo.

## Uso

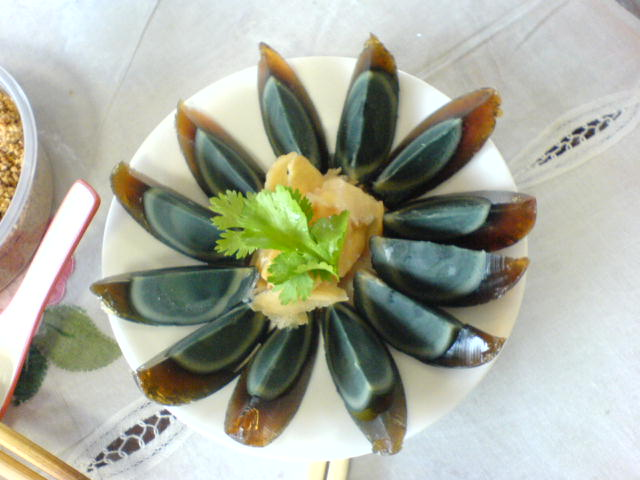
Huevo centenario preparado para servir

El huevo centenario se sirve como un aperitivo sin llegar a más preparación. En la cocina cantonesa se suele servir junto con raíz de jengibre, y algunas recetas de Shanghái lo preparan junto con el tofu. En Taiwán es muy popular junto con el tofu y el Katsuobushi, la salsa de soja y el aceite de sésamo, todo ello dispuesto de forma similar al japonés Hiyayakko. En muchas casas chinas se suele preparar junto con arroz cortado en pequeños dados y cocinado con cerdo (en chino: 皮蛋瘦肉粥; Pinyin: pídàn shòuròu zhōu), arroz congee, cerdo picado y huevo centenario como principales ingredientes.